# Corymorpha gemmifera
Corymorpha gemmifera is een hydroïdpoliep uit de familie Corymorphidae. De poliep komt uit het geslacht Corymorpha. Corymorpha gemmifera werd in 1978 voor het eerst wetenschappelijk beschreven door Bouillon. 